# Entente Cordiale
De Entente Cordiale is een verdrag dat het Verenigd Koninkrijk en Frankrijk op 8 april 1904 tekenden om diverse redenen:
- Koloniale geschillen uitpraten. Het ging voornamelijk over Noord-Afrika. Frankrijk respecteerde de Britse invloed in Egypte, het Verenigd Koninkrijk accepteerde de Franse invloed in Marokko. Een ander voorbeeld is de opheffing van het recht van Franse vissers om gebruik te maken van delen van de kust van het eiland Newfoundland. In geheime artikelen werd een eventuele verdeling van Marokko tussen Frankrijk en Spanje geregeld. Daarom trad Spanje ook toe tot de regeling.
- Indirect had deze "entente" ook invloed op de relatie tot Duitsland of diens bondgenoten Oostenrijk-Hongarije en Italië. Frankrijk en Rusland hadden sinds 1894 al een geheim verdrag, opgesteld door de Franse generaal Boisdeffre, waarbij men overeen was gekomen om, wanneer Duitsland of een van zijn bondgenoten zou mobiliseren, Duitsland onmiddellijk op twee fronten aan te vallen. Het was voor hen belangrijk om ook de Engelse steun te verkrijgen.

In 1907 sloot het Verenigd Koninkrijk met Rusland het Verdrag van Sint-Petersburg; hiermee was de cirkel rond en later dat jaar werden alle bestaande verdragen vervangen door de Triple Entente.